# Kołpaki (województwo warmińsko-mazurskie)
Kołpaki (niem. Kolpacken, 1938–1945 Kleinpuppen) – osada w Polsce położona w województwie warmińsko-mazurskim, w powiecie olsztyńskim, w gminie Purda. W latach 1975–1998 miejscowość administracyjnie należała do województwa olsztyńskiego. Osada znajduje się w historycznym regionie Warmia.
Osada położona dwa kilometry na północ od wsi Trękus, należąca do sołectwa Trękus i położona na terenie Nadleśnictwa Olsztyn. Obecnie we wsi mieszka tylko jedna osoba (Kazimierz Mędrzycki, stan z 2013 r.). Za wsią w lesie, w drodze do leśniczówki Zazdrość, znajdują się dwa drewniane krzyże (katolicki i prawosławny). W czasie pierwszej wojny światowej doszło w tym miejscu do potyczki wojsk niemieckich i rosyjskich, zginęło 60 żołnierzy.

## Historia
Osadę założył w 1574 r., Jerzy Kołpak, który posiadał 3,5 łana w okolicy dzisiejszej wsi Silice. Zamienił z kapitułą warmińską  dobra w Silicach na 7 łanów lasu i puszczony majątek zwany Puppen, z 12 latami wolnizny. Wcześniej na tym terenie funkcjonował majątek Puppen ale podupadł i wymagał ponownej kolonizacji. Później majątek służebny został podzielony między dwóch wolnych Prusów, z obowiązkiem jednej służby zbrojnej konno.
Pod koniec XVII w. (w 1699 rt.) we wsi było 5 łanów (włók) na prawie chełmińskim, na których gospodarowali wolni: Daniel Kołakowski i Jan Rogala. Ponadto we wsi było dwóch zagrodników: Andrzej Kołakowski i Piotr Mazucha. Po 1772 r. we wsi gospodarzyli Kazimierz Daniel i Walenty Piecyk. W 1785 r. Kołpaki były wsią chełmińską z pięcioma domami. W 1820 r. określane były jako majątek chełmiński (co wskazuje, że cały obszar należał do jednego właściciela). W tym czasie we wsi było 5 domów z 29 mieszkańcami. Majątek obejmował 485 ha oraz cegielnię. W 1876 r. właścicielem Kołpaków był Jan Erdmann z żoną Marią (z domu Gruszkiewicz).
W Kołpakach była także cegielnia. W latach 1922–1932 właścicielem majątku ziemskiego, obejmującego 133 ha ziemi, był Hans Lietke (mieszkał pod Morągiem, a w Kołpakach miał swojego zarządcę). W 1928 r. Kołpaki włączono do gminy Linowo.
Po 1945 r. osada wyludniła się a teren przejęły Lasy Państwowe. Obecnie wieś jest wyludniona i w dużej mierze zapomniana przez współczesnych.